# Kenny Bania
Kenny (Kenneth) Bania är en karaktär i sitcomserien Seinfeld. Kenny, spelad av Steve Hytner, är en halvdan komiker som ser upp till seriens huvudfigur Jerry Seinfeld, men från dennes sida uppfattas som synnerligen påträngande och irriterande.
Kenny karakteriseras främst av sitt ständigt muntra uppförande och av sina komedinummer som alltid rör diverse mjölkdrickor såsom Ovaltine och Bosco. Till Kennys välkända fraser hör upprepade lovord, alltid uttalade med stor iver: "The best, Jerry! The best!" (Den bästa, Jerry! Den bästa!) och "That's gold, Jerry! Gold!" (Det är guld, Jerry! Guld!).